# كيمبريلي وليامز كرينشو
كيمبريلي وليامز كرينشو (بالإنجليزية: Kimberlé Williams Crenshaw)‏ (مواليد 1959) هي داعية حقوقية مدنية أمريكية والباحثة الرئيسية لنظرية العرق النّقديّة. وهي أستاذة في كلية القانون في جامعة كاليفورنيا وكلية الحقوق في جامعة كولومبيا في اختصاص قضايا العرق والجندر. شُهرت باستحداثها وتطويرها لنظرية التّقاطعيّة، المهتمّة بدراسة كيفيّة تأثير الهويات الاجتماعية المتداخلة أو المتقاطعة، خصوصا الهويات الأقلية، على نظم وهياكل القهر والهيمنة أو التمييز.

## البدايات والدّراسة
وُلدت كرينشو في كانتون، أوهايو، سنة 1959، لوالديها ماريان ووالتر كليرنس كرينشو الأصغر، ودرست في معهد كانتون ماكينلي. تحصّلت على الإجازة في دراسة الحكومة والدّراسات الافريقيّة من جامعة كورنيل سنة 1981. ثمّ تحصّلت على دكتوراه ثانويّة من كلّية القانون في هارفارد سنة 1984. تحصّلت على ماجستير في القانون من كلّية القانون في وسكانسون سنة 1985، حيث كانت لديها منحة ويليام ه. هايستي للزّمالة.

## المسيرة المهنيّة
بعد الانتهاء من درجة الماجستير، انضمّت كرينشاو إلى جامعة كاليفورنيا، كلّية لوس انجليس للقانون سنة 1986. قامت بتأسيس نظرية العرق النّقديّة، وهي محاضرة في الحقوق المدنية، ودراسات العرق النّقديّة، ووالقانون الدستوري. في عامي 1991 و 1994، تمّ انتخابها كأفضل أستاذة في السّنة عن طريق إجماع الطلاب. في عام 1995، تم تعيين كرينشاو أستاذة بدوام كامل في كلية الحقوق في كولومبيا، حيث أسّست وأدارت مركز التّقاطعيّة ودراسات السياسة الاجتماعية، الذّي أنشئ في عام 2011.
في عام 1996، شاركت في تأسيس مؤسسة غير الربحية ومركز تبادل للمعلومات، وكانت مديرته التّنفيذّية، وهو منتدى السياسات الأمريكية الأفريقية، الذي يركز على قضايا الجندر والتنوع. وتتمثل مهمّته في بناء جسور بين البحوث العلمية والسّرديّات العامّة في معالجة الظّلم والتمييز. منحت كرينشاو ميزة فولبرايت لأمريكا اللاتينية في البرازيل، وفي عام 2008، منحت زمالة في مقر مركز الدراسات السلوكية المتقدمة في ستانفورد.
في عام 1991، ساعدت كرينشاو الفريق القانوني الذي يمثل أنيتا هيل في جلسات مجلس الشيوخ الأمريكي الذّي ترأسه في المحكمة العليا القاضي كلارنس توماس.

## التّأثيرات
وقد أشير إلى عمل كرينشاو باعتباره مؤثرا في صياغة بند المساواة في دستور جنوب أفريقيا.
ساهمت سنة 2003 ب «الزّحام على مفترق الطرق: أنظمة قمع متعددة» إلى مجموعة «الأخوّة النّسوية أبديّة: مجموعة كتابات نسائيّة للألفيّة الجديدة،» من إعداد روبن مورغان.
حضرت كرينشاو مهرجان عالمي أقيم من 8-13 مارس 2016 في مركز ساوث بانك في لندن، إنجلترا. وألقت كلمة رئيسية عن التحديات الفريدة التي تواجه المرأة من حيث اللون عندما يتعلق الأمر بالنضال من أجل المساواة الجندريّة والعدالة العرقية والرفاه. أحد التحديات الرئيسية هو وحشية الشرطة ضد النساء السود، أبرزت حملة #SayHerName التي تهدف إلى إبراز قصص نساء السود اللواتي قتلن من قبل الشرطة.